# Корчинський Олександр Сергійович
Олександр Сергійович Корчинський — капітан Збройних сил України, учасник російсько-української війни, що відзначився під час російського вторгнення в Україну в 2022 році.

## Життєпис
Олександр Корчинський народився в селі Соколівка Ярмолинецького району (з 2020 року - Ярмолинецької селищної громади Хмельницького району) Хмельницької області. З початком повномасштабного російського вторгнення в Україну перебуває на передовій. Під його керівництвом органи розвідки забезпечували якісне виконання бойових завдань. Зокрема, під час наступальних дій на Харківському напрямку підрозділи капітана Олександра Корчинського виконували завдання на лінії зіткнення з противником та у ворожому тилу. Сам офіцер неодноразово брав безпосередню участь у бойових діях. Завдяки успішним діям підрозділів під командуванням капітана було забезпечено швидке просування основних сил оборони України. Корчинський уміло організував повітряну розвідку та якісне корегування вогню артилерії. Також під керівництвом капітана було проведено заходи з мінування ділянок місцевості та маршрутів висування противника на підконтрольній йому території. Капітана Збройних сил України Олександра Корчинського відзначено найвищою державною нагородою для військослужбовців «Хрест бойових заслуг» «за особисту хоробрість і відвагу, виявлені у захисті державного суверенітету та територіальної цілісності України, самовіддане виконання військового обов'язку». Нагороду з рук глави держави Президента Володимира Зеленського Олександр Корчинський отримав 21 листопада в День Гідності та Свободи і День Десантно-штурмових військ Збройних сил України. Урочистості відбувалися у білій залі Героїв у Маріїнському палаці в Києві

## Нагороди
- Хрест бойових заслуг (14 жовтня 2022) — за особисту хоробрість і відвагу, виявлені у захисті державного суверенітету та територіальної цілісності України, самовіддане виконання військового обов'язку[3]
- Орден Богдана Хмельницького III ст. (4 квітня 2022) — за особисту мужність і самовіддані дії, виявлені у захисті державного суверенітету та територіальної цілісності України, вірність військовій присязі[4][5]